# Высокий замок (Львов)
Высо́кий за́мок (укр. Висо́кий за́мок) — детинец средневекового Львова, позже замок, основанный польским королём Казимиром I. Возвышенность, на которой они находились, называется Замковая гора.

## Общие сведения
Находится в непосредственной близости от центральной (исторической) части города, в прошлом окруженной фортификационными сооружениями. Расположен на горе Замковой (Княжей, она же Бидель) в парке «Высокий замок». Название происходит от древнего укрепления Львова — Высокого Замка (в противоположность другому — Нижнему замку), который существовал с XIII до 70-х гг. XIX в. Высокий замок веками был важнейшим оборонительным форпостом города.
Как и большинство древнерусских городов, Львов состоял из детинца, окольного града и предградья (посада). Крепость, первоначально имевшая деревянные и земляные укрепления, занимала вершину Замковой горы. Возможно, в конце XIII — начале XIV веках она была перестроена в камне. Постройка каменного замка в 1362 году приписывается польскому королю Казимиру, захватившему Галицию. Замок, повторивший очертания вершины горы, в плане приобрёл форму вытянутого прямоугольника с четырьмя башнями на углах, из которых самая высокая, западная, была дозорной. Внутри замок разделялся на два двора зданием княжеского дворца. Внутри стен находились казармы, склады боеприпасов; в скале был вырублен глубокий колодец. Впервые Высокий замок был взят штурмом во время осады Львова в 1648 году казаками под предводительством Максима Кривоноса. После 1648 г. из него вывели гарнизон, и в 1672 г. турки заняли его без боя. В начале XVIII века Высокий замок захватили и сильно разрушили шведские войска под командованием Карла XII. После этого крепость потеряла стратегическое значение. Со второй половины XVIII в. башни и стены постепенно разбирают на строительный материал.
В XIX веке замок был разобран. Возвышенность укрепили, насадили на склонах деревья, в 1835 организовали парк. От старого замка сохранился лишь фрагмент южной каменной стены с бойницами, ограждавшей въезд на территорию замка.
В последние годы во Львове в планах построить канатный путь на Высокий замок для того, чтобы люди с инвалидностью могли добраться на Высокий замок.

## Галерея
- Остатки крепостной стены польской крепости Высокий замок
- Подъём на курган Люблинской унии
- Остатки крепостной стены польской крепости Высокий замок
- Гравюра замка XVII ст.